# Lepisorus albertii
Lepisorus albertii är en stensöteväxtart som först beskrevs av E.Regel, och fick sitt nu gällande namn av Ren-Chang Ching. Lepisorus albertii ingår i släktet Lepisorus och familjen Polypodiaceae. Inga underarter finns listade.